# Umberto Sannicolò
Umberto Sannicolò (Rovereto, 14 novembre 1902 – 15 giugno 1962) è stato un politico italiano.

## Biografia
Viene eletto nelle file del Partito Comunista Italiano nella I e III legislatura alla Camera dei deputati, dal 1948 al 1953, e dal 1958 al 1963. Muore durante lo svolgimento del mandato ed è sostituito dal collega di partito Giuseppe Golinelli.

## Fonti
- storia.camera.it, su legislature.camera.it.